# Aloe rauhii
Aloe rauhii is een succulent uit de affodilfamilie (Asphodelaceae). De plant is endemisch in het zuidwesten van Madagaskar. De soort is vernoemd naar de Duitse botanicus Werner Rauh. 
De plant staat in appendix I van CITES, wat betekent dat de soort niet meer uit het wild mag worden gehaald om uit Madagaskar te worden geëxporteerd. 
In Nederland heeft de Botanische Tuin Kerkrade de plant in zijn collectie. 